# Stylenite

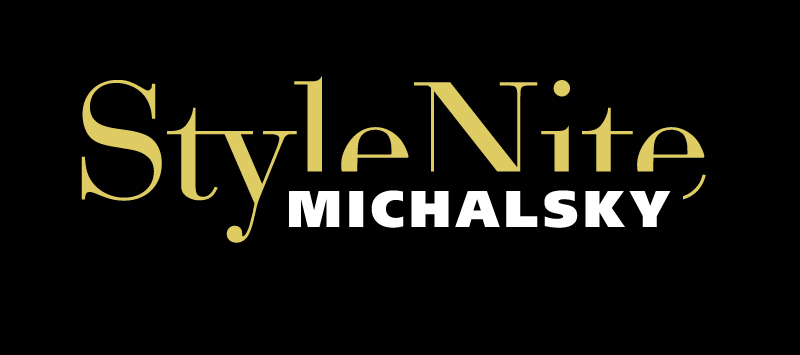
StyleNite 图标

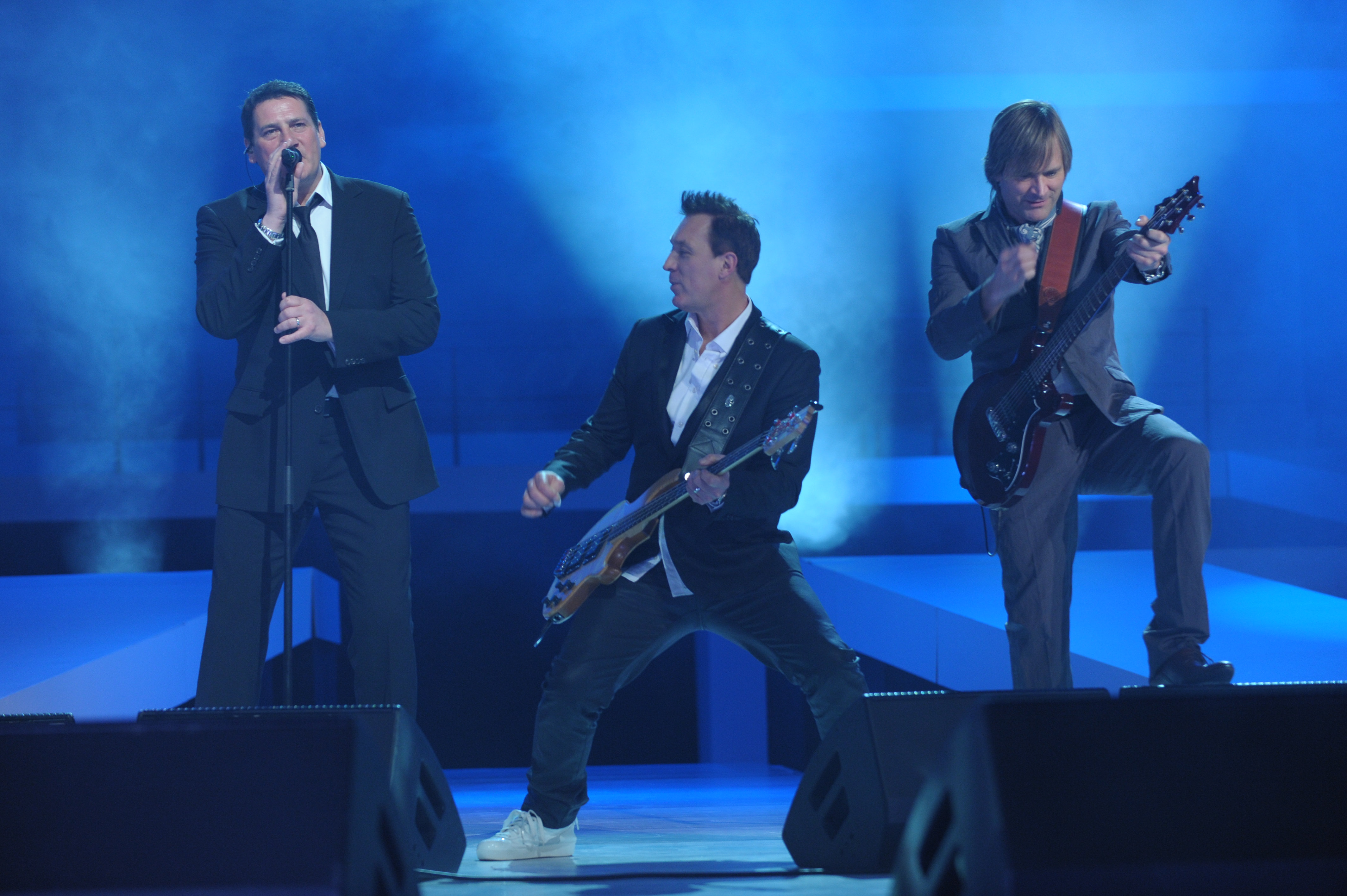
Spandau Ballet，2010年1月

Stylenite （独有书写方式：StyleNite）是柏林设计师Michael Michalsky发起的一项文化活动。该活动源自Michalsky时装秀，每年举办两次，举办时间均在柏林时装周期间。自2010年1月起，该活动定名为StyleNite。
活动通过结合不同艺术类别的表演，已打破了传统意义上时装秀的壁垒。活动内容框架折射出设计师Michalsky当季服装设计灵感主题。

## 活动理念
Michalsky经常在其服装设计中融入当前社会主题。而StyleNite则会对该主题进行进一步演绎。StyleNite的固定组成部分为Michalsky时装秀。活动中其他表演的演出地点与舞台背景经常变换。定期会有知名乐手或乐坛新秀以现场音乐表演助阵，另设精彩演出，穿插电影及其它服装公司的时装秀。 晚会以盛大After Show派对收尾。2011年3月Michalsky对外公布，此后的四届StyleNite都将在滕普顿（Tempodrom）举行。

## 概览
| 活动      | 地点                    | 主题                  | 音乐表演                                      | 客席品牌                   | 演出节目         | DJ               | 参加人数（估计）                  |
| --------- | ----------------------- | --------------------- | --------------------------------------------- | -------------------------- | ---------------- | ---------------- | --------------------------------- |
| 2007年1月 | 红色市政厅              | Anita Berber的柏林    |                                               |                            |                  | Frederic Sanchez | 300                               |
| 2007年7月 | 勃兰登堡门              | 坏男坏女              |                                               |                            |                  | DJ Hell          | 300                               |
| 2008年1月 | 柏林文化广场            | 新经济奇迹            |                                               |                            |                  | Fetisch          | 450                               |
| 2008年7月 | Uferhallen馆            | 民主文化              | Lady Gaga                                     |                            |                  | DJ Hell          | 450                               |
| 2009年1月 | Zionskirche教堂（柏林） | 性与宗教              |                                               |                            |                  | DJ Hell          | 600                               |
| 2009年7月 | 弗里德里希宫            | 大萧条 第II集         |                                               |                            |                  | DJ Hell          | 2000                              |
| 2010年1月 | 弗里德里希宫            | Zille sein Milljöh 鰄 | Spandau Ballet、Hurts                         | Kaviar Gauche、Lala Berlin | Bella Berlin     | DJ Hell          | 1800 + 网络直播观众               |
| 2010年7月 | 滕普顿                  | 濒危物种              | OMD                                           | YMA 演出服、Maharishi      | Nadja Michael    | DJ Hell          | 1200 + 网络直播观众               |
| 2011年1月 | 滕普顿                  | 城市游牧族            | Alphaville                                    |                            | Movie 创：战纪   | Tiefschwarz      | 1400 + 网络直播观众               |
| 2011年7月 | 滕普顿                  | 宽容                  | Mirrors                                       | LASCANA 沙滩装             | Gert Hof之灯光秀 | Tiefschwarz      | 1450 + 网络直播观众               |
| 2012年1月 | 滕普顿                  | 乐趣                  | Jessica6, Frida Gold, Marina and the Diamonds | Roeckl, C'est Tout         | Arte 电视台      | Tiefschwarz      | 1450 + 网络直播观众 + Arte 电视台 |

## 艺术家、模特及特别花絮

### 音乐表演

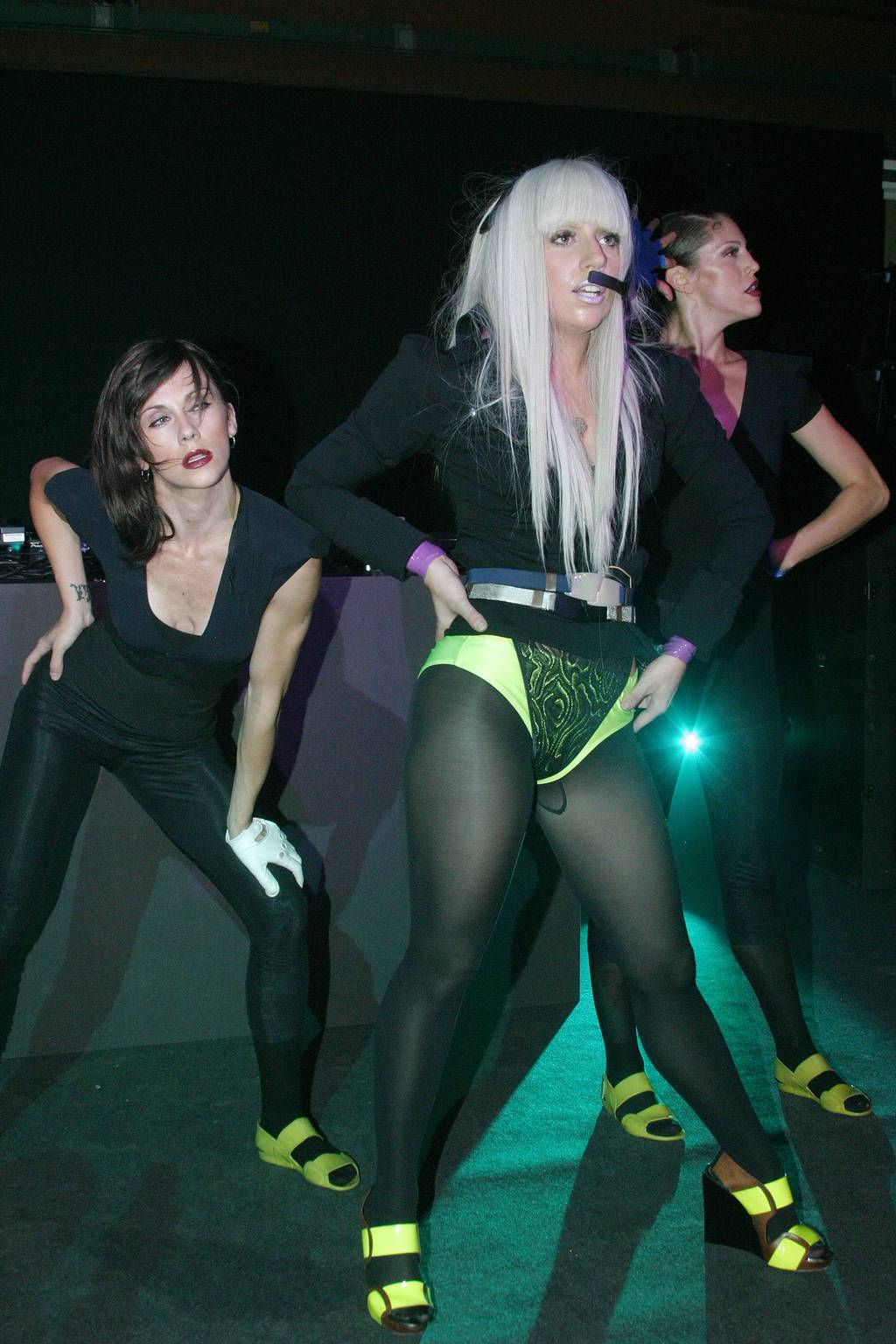
Lady Gaga，2008年7月
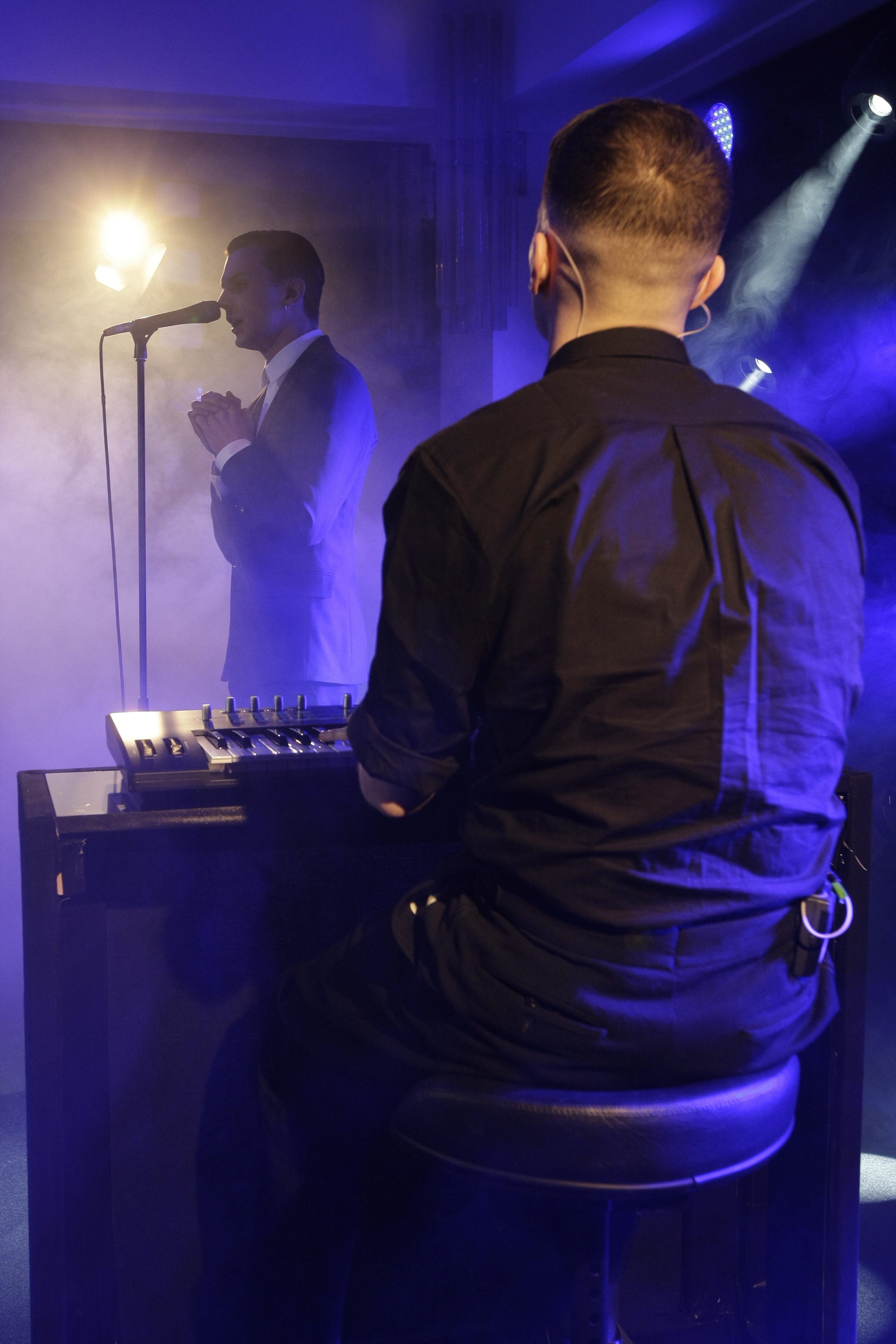
Hurts，2010年1月
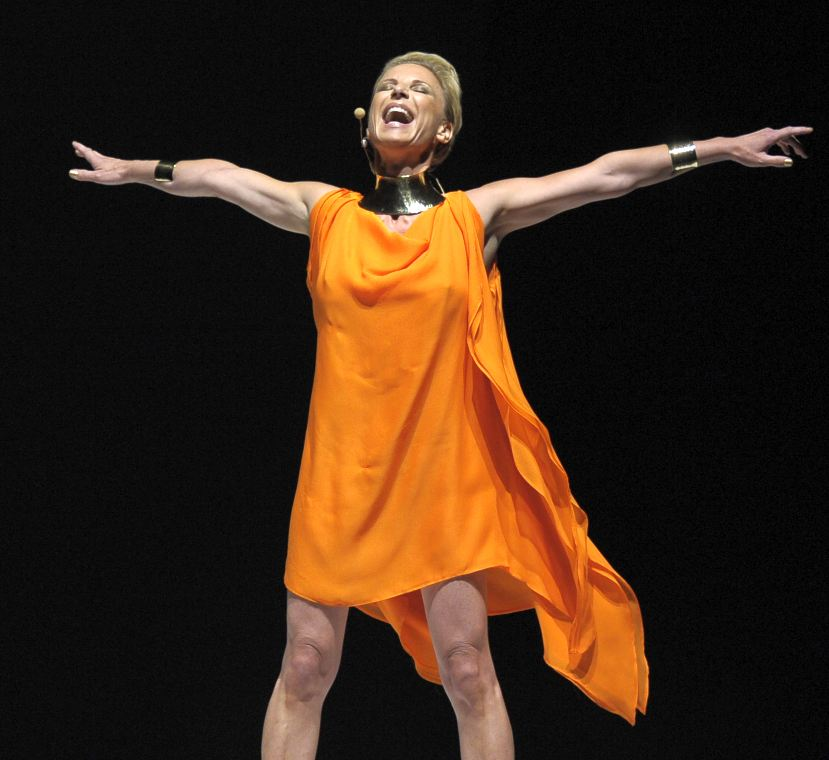
Nadja Michael， 2010年7月
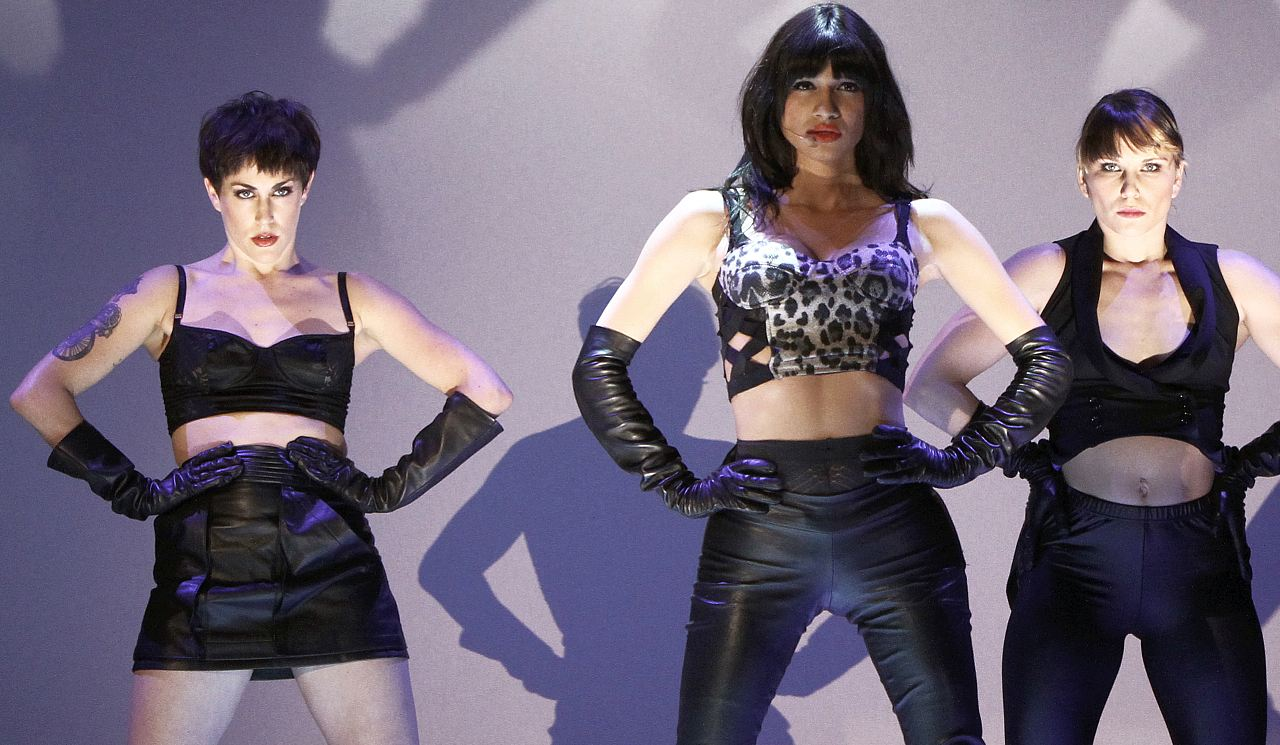
Jessica 6，2012年1月
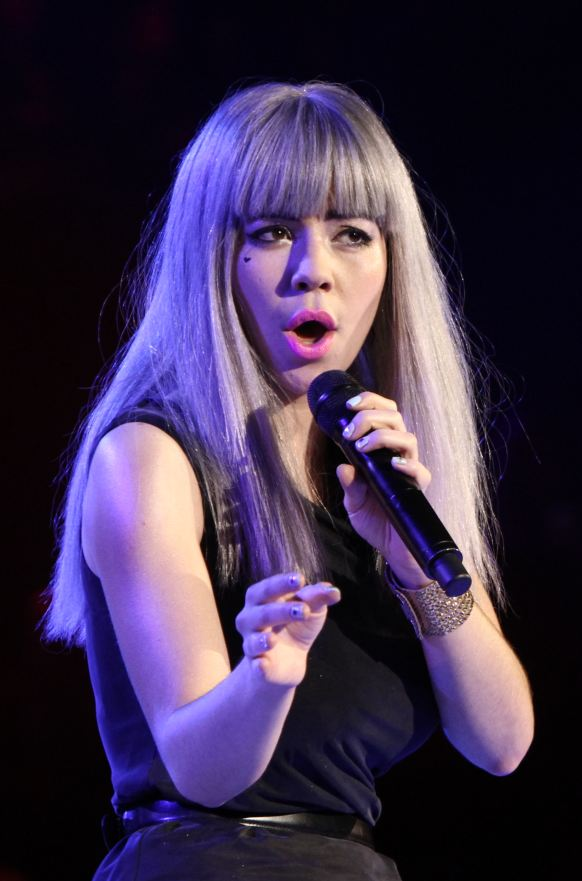
Marina and the Diamonds，2012年1月
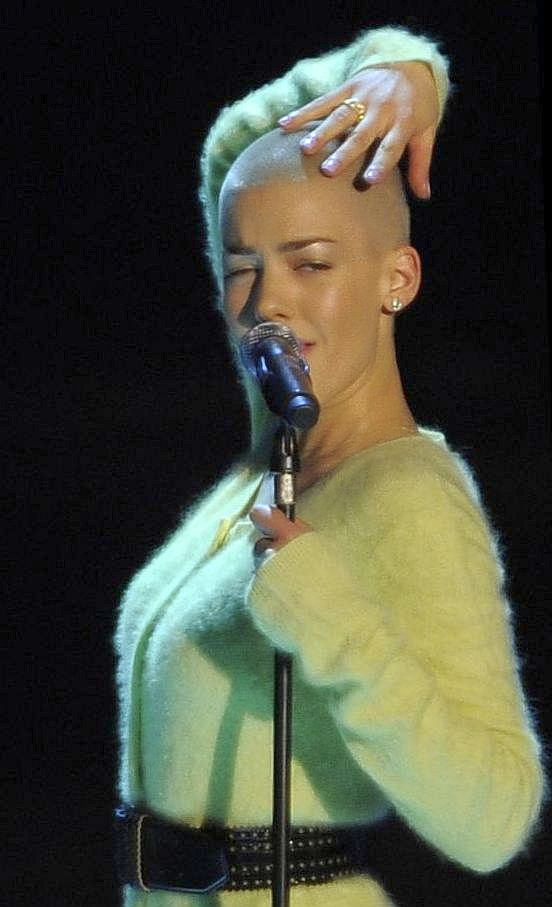
Frida Gold，2012年1月

### 特别花絮
- 2008年7月8日 ：Lady Gaga首次在美国之外举行现场音乐演出
- 2010年1月21日：Hurts首次现场演出
- 2010年7月9日：歌剧演员Nadja Michael在T台上演唱Arie di Medea
- 2010年7月9日：弗里德里希宫歌舞剧YMA特别预演
- 2011年1月20日：DHL在StyleNite的T台上为其全球营销计划拍摄电视广告片
- 2011年1月21日：迪斯尼大片 创：战纪
- 2011年7月8日：艺术家Gert Hof灯光秀Nothing Else Matters，取自Metallica名曲
- 2011年8月25日：艺术画廊CONTRIBUTED为MICHALSKY StyleNite举行特展，展出三位艺术家的摄影及影像作品
- 2012年1月20日: 法-德国电视台ARTE拍摄了 MICHALSKY StyleNite秋/冬2012。纪录片被Joachim Winterscheidt展示 , 2012年1月21日晚上10点播出ARTE电视台

### 舞台设计
Michalsky为每届StyleNite都会配合当晚主题设计独具匠心的舞台背景。例如，在StyleNite之The Great Depression Part II上，观众们看见一架坠毁在泳池中的飞机以及无数张散落在舞台的股票。

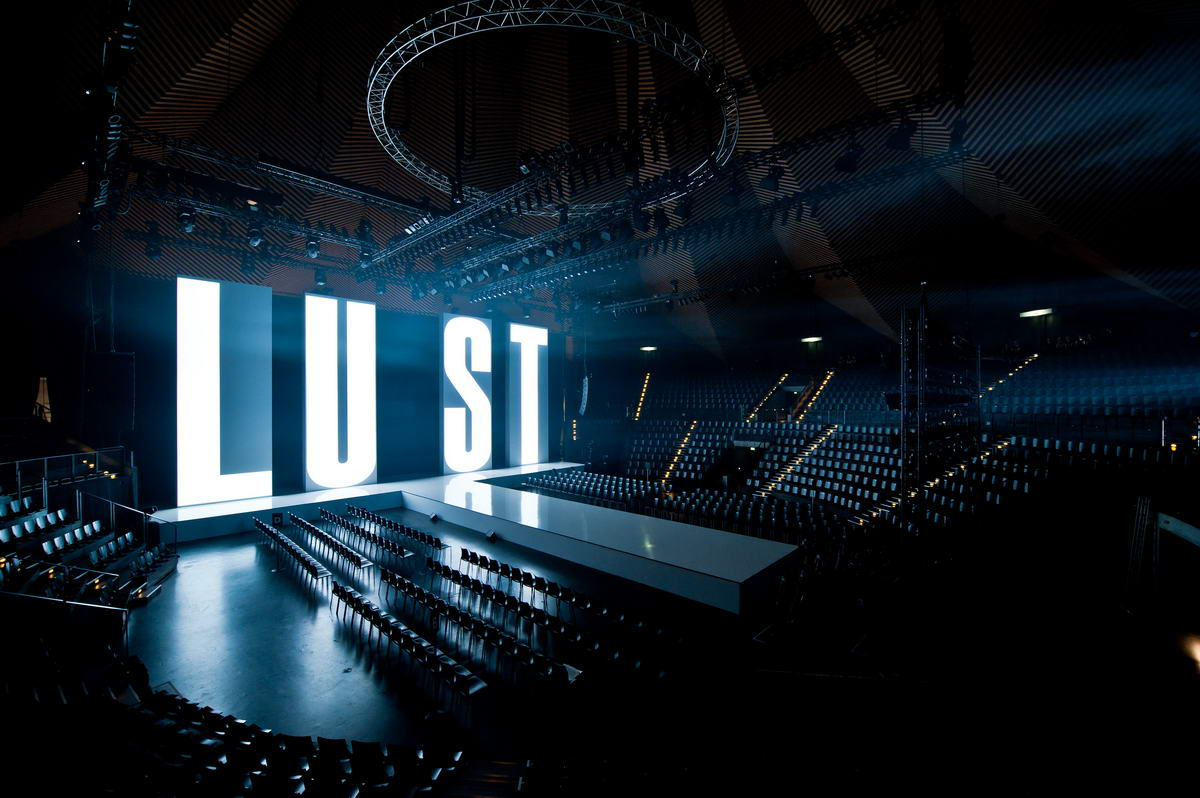
舞台, 2012年1月

### 模特
除著名及知名模特到场外，在StyleNite上还时常可以看见新面孔。Michalsky漠视对模特的“传统"要求，不在意模特的年龄、籍贯以及是否拥有完美身躯，在StyleNite的T台上可以看到熟男熟女甚至身有残疾的模特。在2010年夏天的StyleNite上使用T台独行侠Mario Galla走秀在媒体引起广泛轰动。 2011年1月的StyleNite上有两位模特（Eveline Hall和Pat Cleveland）都已经是六十开外的高龄了。来自德国的国际知名模特Toni Garrn是StyleNite的常客，已在此走秀多年。

## 票务
此盛会暂无入场券出售。只对特选嘉宾发送邀请函。StyleNite之与会者每次都会不同，一般来自时尚、传媒、政治、艺术领域，或社会名流。
组织方为特选媒体（主要是时尚杂志、博客及设计期刊）提供少量入场券供其以抽奖形式发送。 个别情况下会对柏林时装、设计院校的学生发放入场券。
StyleNite之夜门禁极严。

## 媒体覆盖面
关于StyleNite，在德国境内、境外都极受关注。2011年7月的StyleNite首次在中国媒体中得到广泛报道。不仅VOGUE TV中国版对此盛会进行了采访，COSMOPOLITAN 中国版也以整版篇幅详尽地介绍了该盛会。
引述：
- Spiegel Online：时装周上最大胆的组合[5]
- BILD：超级盛会 StyleNite[6]
- Styleranking：StyleNite演进成为一场大型娱乐时尚秀[7]
- FAZ：星期五之夜盛况空前。只有(? Boss才能与之比肩。[8]
- New York Times：宛若1929的派对[9]